# Stephanie Brown Trafton
Pour les articles homonymes, voir Brown.
Cet article possède un paronyme, voir Stéphanie Brown.
Stephanie Brown Trafton (née le 1er décembre 1979 à San Luis Obispo) est une athlète américaine, spécialiste du lancer du disque.

## Carrière
Troisième des sélections olympiques américaines de 2008, elle crée la surprise lors des Jeux de Pékin en remportant le titre olympique avec un lancer à 64,74 m, devançant finalement la Cubaine Yarelis Barrios et l'Ukrainienne Olena Antonova.
En 2009, elle remporte les Championnats des États-Unis d'athlétisme à Eugene (Oregon) en 64,25 m mais ne se classe que douzième des Championnats du monde de Berlin.
Aux Jeux olympiques de 2012, initialement huitième du lancer du disque, elle est reclassée septième après la disqualification pour dopage de la Russe Darya Pishchalnikova,.

## Palmarès
| Date | Compétition                   | Lieu           | Résultat | Marque  |
| ---- | ----------------------------- | -------------- | -------- | ------- |
| 2007 | Championnats NACAC            | San Salvador   | 1re      | 59,27 m |
| 2008 | Jeux olympiques               | Pékin          | 1re      | 64,74 m |
| 2008 | Finale mondiale               | Stuttgart      | 2e       | 62,23 m |
| 2009 | Championnats du monde         | Berlin         | 12e      | 58,53 m |
| 2009 | Finale mondiale               | Thessalonique  | 6e       | 59,66 m |
| 2011 | Championnats du monde         | Daegu          | 5e       | 63,85 m |
| 2012 | Jeux olympiques               | Londres        | 7e       | 63,01 m |
| 2016 | Championnats ibéro-américains | Rio de Janeiro | 1re      | 61,22 m |

### Records
| Épreuve          | Performance | Lieu    | Date       |
| ---------------- | ----------- | ------- | ---------- |
| Lancer du disque | 67,74 m     | Wailuku | 4 mai 2012 |